# لي أليسون ويلسون
لي أليسون ويلسون (بالإنجليزية: Leigh Allison Wilson)‏ هي مُدرسة أمريكية، ولدت في 23 أكتوبر 1957 في روجرزفيل في الولايات المتحدة.